# كازوناري إيشي
كازوناري إيشي (باليابانية: 石井一成؛ بالكانا: いしい かずなり) هو لاعب محترف لكرة القاعدة ‏ ياباني، ولد في 6 مايو 1994 في توتشيغي في اليابان.

## وصلات خارجية
- كازوناري إيشي على موقع الدوري الياباني لكرة القاعدة (الإنجليزية)
- كازوناري إيشي على موقعبيزبول رفرنس.كوم (الدوري الثانوي) (الإنجليزية)